# 重庆大轰炸赔偿请求诉讼
重庆大轰炸赔偿请求诉讼（日语：じゅうけいだいばくげきばいしょうせいきゅうそしょう）是中国抗日战争时期遭受日本战略轰炸的重庆和四川受害者对于日本政府的申请国家赔偿的诉讼案件。从第一次提诉到第四次提诉原告共计188名。

## 历史
- 2001年 - 王永钢发起“重庆大轰炸受害者中秋联谊会”，聚集了600多位重庆大轰炸受害者
- 2006年3月30日 - 中国受害者向東京地方裁判所提起第一次诉讼（原告40人） 重庆市36名、乐山市4名[1]
- 2008年7月4日 - 中国受害者向東京地方裁判所提起第二次诉讼（原告22人） 成都市22名
- 2008年12月3日 - 中国受害者向東京地方裁判所提起第三次诉讼（原告45人）乐山市42人、自贡市1人、泸州市（合江县）1人、重庆市1人
- 2009年10月5日 - 中国受害者向東京地方裁判所提起第四次诉讼（原告81人） 重庆市50名、成都市17名、乐山市3人、自贡市5人、松潘县6人
- 2015年2月25日 - 东京高等裁判所一审判决承认重庆大轰炸历史事实，但驳回诉讼原告要求日本政府谢罪赔偿的请求。
- 2017年12月14日 - 东京高等裁判所二审判决承认重庆大轰炸历史事实，但驳回诉讼原告要求日本政府谢罪赔偿的请求。[2][3]

## 原告团
- 原告团团长 - 粟远奎
- 原告代表 - 王子雄
- 律师团长 - 土屋公献

2009年10月5日第11回裁判律师团长小野坂弘

## 关联项目
- 重庆大轰炸
- 731部队细菌战国家赔偿请求诉讼
- 日本战争赔偿和战后补偿